# Premios de la Sociedad Internacional de Cinéfilos 2016
La 13ª edición de los Premios de la Sociedad Internacional de Cinéfilos se celebró el 21 de febrero de 2016.

## Premios y nominaciones
La película ganadora está resaltada en dorado.

### Mejor película
| País               | Título                                           | Director                        |
| ------------------ | ------------------------------------------------ | ------------------------------- |
| Reino Unido        | 45 Years                                         | Andrew Haigh                    |
| Portugal           | Arabian Nights                                   | Miguel Gomes                    |
| República de China | The Assassin                                     | Hou Hsiao-Hsien                 |
| Reino Unido        | Carol                                            | Todd Haynes                     |
| Francia            | Clouds of Sils Maria                             | Olivier Assayas                 |
| Reino Unido        | The Duke of Burgundy                             | Peter Strickland                |
| Estados Unidos     | Inside Out                                       | Pete Docter y Ronnie del Carmen |
| Francia            | Li’l Quinquin                                    | Bruno Dumont                    |
| Australia          | Mad Max: Fury Road                               | George Miller                   |
| Suecia             | A Pigeon Sat on a Branch Reflecting on Existence | Roy Andersson                   |
| Estados Unidos     | Tangerine                                        | Sean Baker                      |

### Mejor película en habla no inglesa
Esta categoría se encuentra actualmente descontinuada. En la 16° edición de los premios se presentó por última vez. Para la 17° edición se unifican las categorías de Mejor película y Mejor película de habla no inglesa en una sola (el nombre de la categoría pasa a ser Mejor película a secas sin distinciones de origen).
| País               | Título                                           | Director          |
| ------------------ | ------------------------------------------------ | ----------------- |
| Austria            | Amour Fou                                        | Jessica Hausner   |
| Portugal           | Arabian Nights                                   | Miguel Gomes      |
| República de China | The Assassin                                     | Hou Hsiao-Hsien   |
| Rusia              | Hard to Be a God                                 | Aleksey German    |
| Argentina          | Jauja                                            | Lisandro Alonso   |
| Francia            | La Sapienza                                      | Eugène Green      |
| Francia            | Li’l Quinquin                                    | Bruno Dumont      |
| Alemania           | Phoenix                                          | Christian Petzold |
| Suecia             | A Pigeon Sat on a Branch Reflecting on Existence | Roy Andersson     |
| Francia            | Saint Laurent                                    | Bertrand Bonello  |
| Hungría            | Son of Saul                                      | László Nemes      |

#### Menciones honoríficas
Además se incluyen las menciones honoríficas, películas que no llegaron a estar entre las nominadas: 
- Horse Money de Pedro Costa ( Portugal)
- Mustang de Deniz Gamze Ergüven ( Francia)
- Timbuktu de Abderrahmane Sissako ( Mauritania)
- The Tribe de Miroslav Slaboshpitsky ( Ucrania)

### Resto de categorías
| Mejor director - Sean Baker – Tangerine - Bruno Dumont – Li’l Quinquin - Todd Haynes – Carol - Hou Hsiao-Hsien – The Assassin - George Miller – Mad Max: Fury Road | Mejor actor - Christopher Abbott – James White - Samuel L. Jackson – The Hateful Eight - Géza Röhrig – Son of Saul - Jacob Tremblay – Room - Gaspard Ulliel – Saint Laurent                                                                                        |
| Mejor actriz - Juliette Binoche – Clouds of Sils Maria - Cate Blanchett – Carol - Nina Hoss – Phoenix - Rooney Mara – Carol - Charlotte Rampling – 45 Years | Mejor actor de reparto - Helmut Berger – Saint Laurent - Emory Cohen – Brooklyn - Benicio Del Toro – Sicario - Walton Goggins – The Hateful Eight - Oscar Isaac – Ex Machina - Mark Rylance – Bridge of Spies                                                      |
| Mejor actriz de reparto - Jennifer Jason Leigh – The Hateful Eight - Cynthia Nixon – James White - Érica Rivas – Wild Tales - Kristen Stewart – Clouds of Sils Maria - Mya Taylor – Tangerine                                                                         | Mejor reparto - Brooklyn - Carol - Gett: The Trial of Viviane Amsalem - The Hateful Eight - Li’l Quinquin - Spotlight |
| Mejor guion original - Amour Fou – Jessica Hausner - Clouds of Sils Maria – Olivier Assayas - Inside Out – Pete Docter, Ronnie Del Carmen, Meg LeFauve, Josh Cooley - Li’l Quinquin – Bruno Dumont - A Pigeon Sat on a Branch Reflecting on Existence – Roy Andersson | Mejor guion adaptado - 45 Years – Andrew Haigh - Anomalisa – Charlie Kaufman - The Assassin – Cheng Ah, T’ien-wen Chu, Hou Hsiao-Hsien, Hai-Meng Hsieh - Carol – Phyllis Nagy - Mad Max: Fury Road – George Miller, Brendan McCarthy, Nick Lathouris               |
| Mejor fotografía - The Assassin – Mark Lee Ping Bin - Carol – Edward Lachman - Hard to Be a God – Vladimir Ilin, Yuriy Klimenko - Jauja – Timo Salminen - Mad Max: Fury Road – John Seale - The Revenant – Emmanuel Lubezki                                           | Mejor edición - The Assassin – Ching-Song Liao, Chih-Chia Huang - Carol – Affonso Gonçalves - The Duke of Burgundy – Matyas Fekete - It Follows – Julio Perez IV - Mad Max: Fury Road – Margaret Sixel                                                             |
| Mejor diseño de producción - The Assassin – Wen-Ying Huang - Carol – Judy Becker - Crimson Peak – Thomas E. Sanders - Hard to Be a God – Sergei Kokovkin, Georgiy Kropachyov, Elena Zhukova - Mad Max: Fury Road – Colin Gibson - Saint Laurent – Katia Wyszkop       | Mejor banda sonora - Carol – Carter Burwell - The Duke of Burgundy – Faris Badwan, Rachel Zeffira a.k.a. Cat’s Eyes - The Hateful Eight – Ennio Morricone - It Follows – Rich Vreeland a.k.a. Disasterpeace - Mad Max: Fury Road – Tom Holkenborg a.k.a. Junkie XL |
| Mejor documental - Amy - Heart of a Dog - In Jackson Heights - The Look of Silence - The Pearl Button | Mejor película animada - Anomalisa - Inside Out - Shaun the Sheep Movie - When Marnie Was There - World of Tomorrow |